# 10381 Malinsmith
10381 Malinsmith este un asteroid din centura principală de asteroizi.

## Descriere
10381 Malinsmith este un asteroid din centura principală de asteroizi. A fost descoperit pe 3 septembrie 1996 la Stakenbridge de Brian G. W. Manning. Asteroidul prezintă o orbită caracterizată de o semiaxă mare de 2,88 ua, o excentricitate de 0,31 și o înclinație de 8,0° în raport cu ecliptica.